# Poul Erik Christensen
Poul Erik Christensen (født 1943 i Horsens) er selvstændig erhvervsdrivende og var i perioden 2005-2007 medlem af Folketinget, valgt for Det Radikale Venstre i Skivekredsen.
Poul Erik Christensen er den ældste søn af søfyrbøder Alfred O. Christensen og fabriksarbejder Karen Christensen. De andre brødre er Bo, Jan og Per. Han er gift med Hanne med hvem han har to børn; Gitte og Kim, som begge arbejder i hans virksomhed. 
Poul Erik er bogtrykkeruddannet og selvstændig erhvervsdrivende i virksomheden Skive Offset Aps. Poul Erik Christensen har desuden været formand for Skive Folkeblads bestyrelse fra 1984 til 2017, byrådsmedlem i Skive 2010-14 og indvalgt i regionsrådet for Region Midtjylland siden 2014. Formand for Udvalget for Regional Udvikling. Bestyrelsesmedlem i Aarhus Letbane 2016. Bestyrelsesmedlem i VIA siden 2014.
Han har tidligere været formand for Grafisk Arbejdsgiverforening.